# Pedro Antonio de Trevilla
Pedro Antonio de Trevilla (Ranero, 19 de octubre de 1755-Córdoba, 1832) fue un eclesiástico ilustrado, obispo de Córdoba entre 1805 y 1832. Fue doctor en Derecho Canónico, consiguió la canonjía de Toledo y fue vicario de Orán y Toledo. 

## Biografía
Fue nombrado obispo de Córdoba el 6 de octubre de 1805, por lo que tuvo que vivir la invasión napoleónica de España, ya que el general Dupont saqueó la ciudad el 7 de junio de 1808 y tuvo que huir desde el palacio episcopal de Córdoba hasta la Alameda del Obispo a las afueras, que posteriormente ocuparon las fuerzas francesas hasta el 20 de junio. No obstante, pudo presidir la procesión del Corpus Christi unos días antes. El obispo alabó a los héroes del 2 de mayo y participó en la junta para la elaboración de una constitución. Sin embargo, tras la llegada a Córdoba de José I Bonaparte en 1810, su actitud cambió radicalmente, quizás por medio a represalias, y agasajó al monarca hospedándolo en el palacio episcopal y dedicándole una carta pastoral y un Te Deum. Tras la derrota final de los franceses en 1812, acabó en la cárcel por su supuesto carácter afrancesado.
En Las Ermitas se construyó una silla de piedra con vistas privilegiadas a toda la ciudad y la campiña conocida como "sillón del obispo".
Trevilla prohibió las procesiones de Semana Santa en Córdoba para evitar escándalos políticos a partir de 1821, quedando exenta la del Santo Entierro. Desde entonces, hubo escasas procesiones en la ciudad hasta el estallido de la guerra civil española en 1936, amparadas por el nacionalcatolicismo.

## Mezquita-catedral
Trevilla realizó grandes cambios en la Mezquita-catedral de Córdoba para recuperar su arquitectura islámica. Su contribución más destacable fue eliminar el retablo de la capilla de San Pedro para dejar a la vista el célebre mihrab de la antigua mezquita, que llevaba siglos oculto. Para la restauración de los mosaicos del mihrab contrató al organista Patricio Furriel y Crespo, nacido en Zaragoza y vecino del barrio de San Agustín. Estas obras se realizaron entre los años 1815 y 1819 y el obispo quedó tan complacido que le pagó su propio entierro.
Trevilla también mandó realizar la nueva mesa de altar en 1816 a los talleres madrileños Martínez, ya que el anterior de plata, donado por el obispo Mardones, fue expoliado durante la ocupación napoleónica.